# Józef Świder

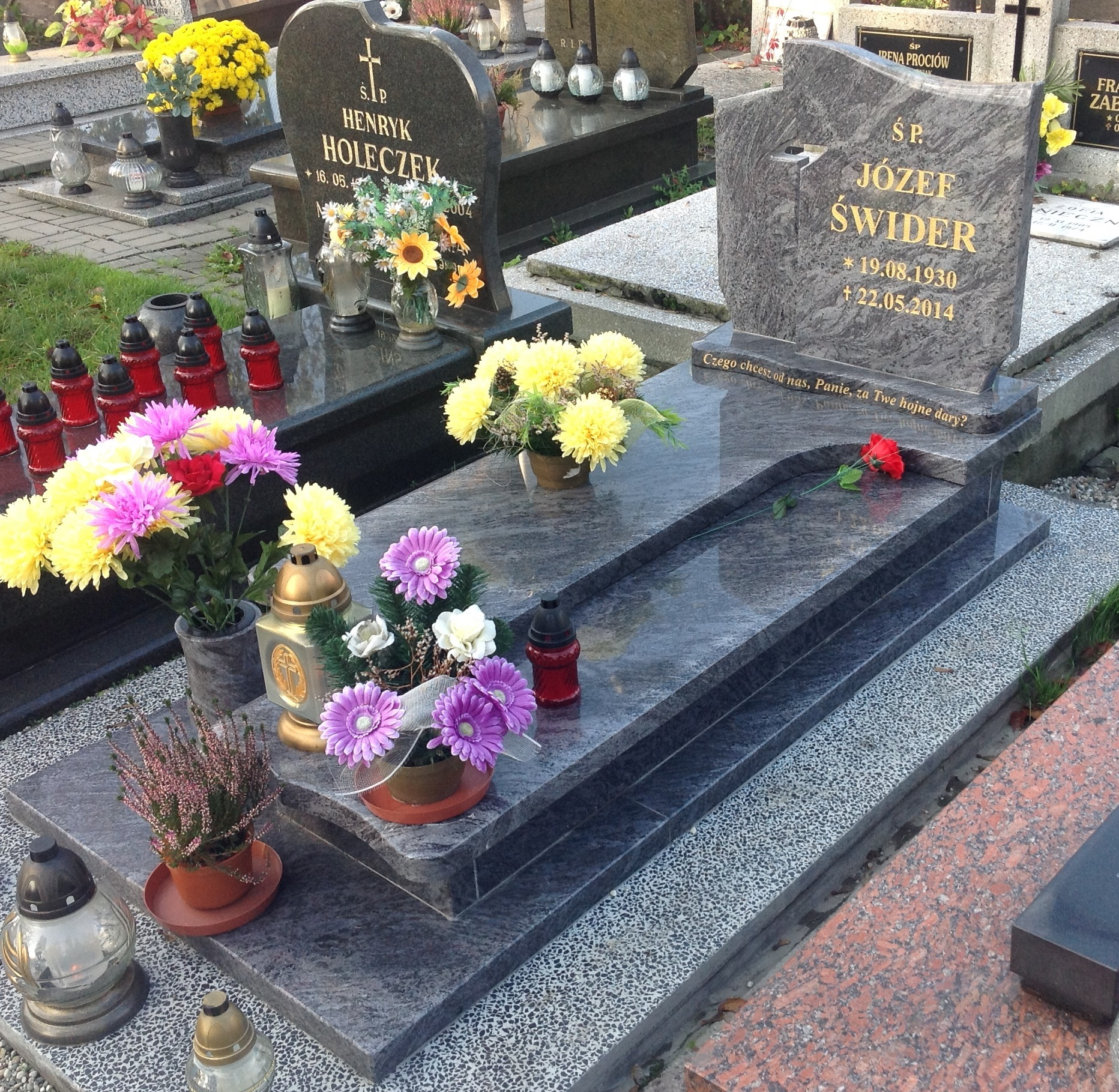
Grób Józefa Świdra - cmentarz w Katowicach przy ul. Sienkiewicza

Józef Świder (ur. 19 sierpnia 1930 w Czechowicach-Dziedzicach, zm. 22 maja 2014 w Katowicach) – polski kompozytor i pedagog muzyczny.

## Życiorys
Studia muzyczne odbywał w Państwowej Wyższej Szkole Muzycznej w Katowicach (kompozycję pod kierunkiem Bolesława Woytowicza, fortepian w klasie Stefanii Allinówny i teorię muzyki u Adama Mitschy) zaś studia uzupełniające w Accademia di Santa Cecilia w Rzymie u Goffredo Petrassiego. Od roku 1952 nauczał kompozycji i teorii muzyki w katowickiej Akademii Muzycznej, gdzie przez szereg lat pełnił funkcje: dziekana, kierownika Katedry i prorektora. Jego uczniami byli, między innymi, Aleksander Lasoń, Julian Gembalski, Andrzej Dziadek i Wiesław Cienciała. Był też profesorem Uniwersytetu Śląskiego, filii w Cieszynie, gdzie w latach 1985–1999 kierował Instytutem Pedagogiki Muzycznej. Od roku 1984 był także profesorem Podyplomowego Studium Chórmistrzowskiego przy Akademii Muzycznej w Bydgoszczy, a od roku 1996 kierownikiem tego Studium. W latach siedemdziesiątych współpracował ze Śląskim Związkiem Chórów i Orkiestr, pełniąc tam przez kilka lat funkcję dyrektora artystycznego. Przez wiele lat był jurorem Ogólnopolskiego Turnieju Chórów „Legnica Cantat” oraz innych polskich i międzynarodowych konkursów chóralnych. Laureat „Srebrnej Piszczałki” (2002) - honorowej nagrody przyznawanej przez Prymasa Polski za wybitne osiągnięcia i wkład w rozwój muzyki sakralnej w Polsce. Wieloletni członek Związku Kompozytorów Polskich i Stowarzyszenia Autorów ZAiKS.

## Ważniejsze dzieła
- 3 opery do librett Tadeusza Kijonki: Magnus, Wit Stwosz, Bal baśni
- Koncert na fortepian i orkiestrę
- Koncert na sopran i orkiestrę
- Koncert na 4 instrumenty dęte i orkiestrę
- Koncert na gitarę i kwartet smyczkowy
- Suita na akordeon i orkiestrę smyczkową
- 6 oratoriów do tekstów Tadeusza Kijonki
- 9 mszy z organami lub z orkiestrą
- Te Deum na głosy solowe chór i orkiestrę
- Oratorium ku czci Matki Bożej Bocheńskiej
- Melodia do wiersza Jana Kochanowskiego "Czego chcesz od nas Panie"

Ponadto pisał muzykę kameralną, pieśni na głos i fortepian, utwory na gitarę, organy, na orkiestrę dętą, muzykę teatralną i filmową.

## Ważniejsze nagrania radiowe i płytowe
- Koncert na sopran i orkiestrę
- Koncert na fortepian i orkiestrę
- Concertino per 5 gruppi concertanti
- Ewokacje na fortepian i orkiestrę smyczkową
- Tryptyk Powstańczy
- Te Deum
- Legnickie Oratorium
- Missa angelica
- Litania Gietrzwałdzka

oraz liczne nagrania utworów chóralnych.

## Ważniejsze nagrody i wyróżnienia
- Krzyż Oficerski Orderu Odrodzenia Polski (1994)[3]
- Krzyż Kawalerski Orderu Odrodzenia Polski (1979)
- Złoty Krzyż Zasługi (1973)
- Srebrny Krzyż Zasługi (1970)
- trzykrotnie przyznana nagroda województwa katowickiego za twórczość muzyczną
- dwukrotnie Nagroda Prezesa Rady Ministrów za twórczość dla dzieci
- Nagroda Prezydenta Miasta Katowice
- kilkakrotnie nagroda Ministra Kultury i Ministra Edukacji Narodowej za działalność pedagogiczną
- Nagroda im. Wojciecha Korfantego nadana przez Związek Górnośląski (2001)[4]